# Holms församling, Göteborgs stift
Holms församling var en församling i  Göteborgs stift i Halmstads kommun. Församlingen uppgick 2010 i S:t Nikolai församling.
Församlingskyrka var Holms kyrka.

## Administrativ historik
Församlingen har medeltida ursprung. Församlingen utgjorde till 1563 ett eget pastorat, för att från 1563 till 1962 vara annexförsamling i pastoratet Halmstad, Övraby och Holm. Från 1962 till 1974 var den annexförsamling i pastoratet Slättåkra,  Kvibille och Holm och från 1974 till 2010 annexförsamling i pastoratet S:t Nikolai, Övraby och Holm. Församlingen uppgick 2010 i S:t Nikolai församling.
Församlingskod var 138016.